# Patrick Laules
Patrick Laules (* 1676 in Kilkenny; † 19. März 1739 in Palma, auch Patricio Lolles oder Briaen Lawless) war ein spanischer General und Diplomat irischer Herkunft.

## Leben
Laules war der Sohn von Gualterio Laule aus Kilkenny und Anna Briaen aus Jenkinstown. Im Jahr 1690 floh die royalistische Familie im Gefolge von König James II. aus Irland. Laules trat in das Militär ein und machte während des Spanischen Erbfolgekrieges (1701–1714) Karriere. Er trat in die Dienste König Philipp V. von Spanien und wurde von diesem 1703 mit der königlichen Garde in Madrid beauftragt. Im Jahre 1708 wurde ihm die Würde eines Chavalier de Alcántara sowie der Rang eines Brigadegenerals verliehen. Nachdem er am 16. März 1711 noch zum Maréchal de camp aufgestiegen war, wurde er 1713 zum Geschäftsträger der spanischen Regierung in Großbritannien bestimmt, wo er sich von Februar 1713 bis Juni 1714 aufhielt. 
Nach seiner Rückkehr vertrat er in der spanischen Regierung vor allem die Interessen der Jakobiten. Im Zuge des Krieges der Quadrupelallianz wurde Laules nach Schweden entsandt, um dort mit König Karl XII. über eine gemeinsame militärische Landung in Schottland zu verhandeln. Doch schon auf seinem Weg über Amsterdam und Hamburg erfuhr er vom Tod des schwedischen Königs, woraufhin er den Auftrag erhielt sich nach Sankt Petersburg zu begeben und Zar Peter I. zu treffen.
Nachdem Laules zum Generalleutnant befördert worden war (5. Juni 1719) betraute man ihn am 8. März 1720 mit dem Posten des Regierungsgeschäftsträger in Paris, wo er am 15. Mai eintraf. Am 27. März 1721 erhielt er den Rang eines Botschafters. Im Zusammenhang mit dem Scheitern der französisch-spanischen Heiratspläne und der Heimkehr Maria Annas von Spanien wurde auch Lolles am 19. März 1725 abberufen. Zusammen mit der Infantin verließ er Frankreich am 17. Mai. Am 27. November 1725 übernahm er schließlich das Amt des Gouverneurs von Mallorca und Ibiza, wozu er bereits 23. Dezember 1721 bestimmt worden war.